# مایکل موفت
مایکل موفت (انگلیسی: Michael Moffat؛ زادهٔ ۱۵ فوریهٔ ۱۹۸۵) بازیکن فوتبال اهل بریتانیا است.
از باشگاه‌هایی که در آن بازی کرده است می‌توان به باشگاه فوتبال دانفرملین اتلتیک و باشگاه فوتبال ایر یونایتد اشاره کرد.